# تدبير متلازمة الشريان التاجي الحادة
يكون تدبير متلازمة الشريان التاجي الحادة موجهًا ضد تأثيرات نقص تدفق الدم في المناطق المتأذية من العضلة القلبية، يكون عادة بسبب خثرة دموية في أحد الشرايين التاجية، الشرايين التي تزود العضلة القلبية بالدم المؤكسج. ينفذ هذا عن طريق إدخال طارئ إلى المشفى وعلاج طبي، يتضمن أدوية تخفف الألم الصدري وتنقص حجم الاحتشاء، وأدوية تثبط تشكل الخثرات، وتُستخدم إجراءات غازية عند مجموعة جزئية من المرضى (تصوير الأوعية التاجية وتدخل تاجي عن طريق الجلد). تكون المبادئ الأساسية للتدبير متشابهة في جميع أنواع المتلازمة التاجية الحادة. على أي حال، تعتمد بعض الجوانب المهمة من العلاج على وجود ارتفاع في القطعة إس تي أو غيابه في تخطيط كهربائية القلب، والذي يصنف الحالات تبعًا لوجودها إلى نوبة قلبية مرتفعة الإس تي (إس تي إي إم آي) أو متلازمة شريانية تاجية حادة غير مرتفعة الإس تي (إن إس تي-إيه سي إس)، تشمل الأخيرة ذبحة صدرية لامستقرة ونوبة قلبية غير مرتفعة إس تي (إن إس تي إي إم آي). يكون العلاج عمومًا أكثر ضراوة عند مرضى إس تي إي إم آي، ويكون علاج إعادة التروية مخصصًا أكثر لهم. المعالجة طويلة الامد ضرورية للوقاية من الانتكاس أو المضاعفات.

## المبادئ العامة
تحدث متلازمة الشريان التاجي الحادة بسبب نقص تدفق الدم المفاجئ والحرج في واحد من الشرايين التاجية، الأوعية التي تزود العضلة القلبية بالدم المؤكسج، ويحدث نموذجيًا بسبب خثرة دموية. العرض الأساسي هو الألم الصدري، يعرف بالذبحة الصدرية، يجب إجراء تقييم فوري للأشخاص المصابين بالذبحة الصدرية بسبب احتمالية وجود متلازمة الشريان التاجي الحادة لديهم.
تصنف المتلازمة التاجية الحادة إلى فئتين رئيستين، تبعًا لتخطيط كهربائية القلب، وخاصة فيما يتعلق بوجود ارتفاع في القطعة إس تي (<20 min) أو غيابه (أو إحصار فرع الحزمة الأيسر). يُقال أن الأشخاص المصابين بمتلازمة الشريان التاجي الحادة مع ارتفاع إس تي يعانون من نوبة قلبية مرتفعة إس تي (إس تي إي إم آي) ويكون عندهم على الغالب انسداد كامل في إحدى الشرايين التاجية. يكون الضرر معكوسًا لنحو 20-30 دقيقة بعد الانسداد الكامل في تدفق الدم، يُتبع بعد ذلك بتموت في خلايا العضلة القلبية (تنخر) ويتقدم بتقدم الوقت. لذلك، يجب أن تكون الاستعادة المستدامة والكاملة للتدفق الكامل أسرع ما يمكن لضمان إنقاذ أقصى حد من العضلة القلبية الوظيفية، المبدأ الذي يُعبر عنه بالقاعدة «الوقت هو العضلة». يحدث هذا عن طريق العلاج بإعادة التروية، والذي يعتمد على إعادة الفتح الغازي للشريان المتأذي مع تدخل تاجي عن طريق الجلد، أو التفتيت غير الغازي للخثرة الدموية المسؤولة عن طريق الأدوية الحالة للخثرات.
يقال أن المرضى الذين لا يوجد لديهم ارتفاع بالإس تي يعانون من متلازمة الشريان التاجي الحادة غير مرتفعة الإس تي ولا يكون لديهم على الغالب انسداد كامل في الشريان التاجي. إذا وُجد دليل على تموت خلايا العضلة القلبية (خاصة ارتفاع الواسمات البيولوجية القلبية) فيعتبر لديهم نوبة قلبية غير مرتفعة الإس تي (إن إس تي إي إم آي)، وإلا فيصنفون على أنهم يعانون من ذبحة صدرية لامستقرة. يعتمد تدبيرهم على تقدير خطر تعرضهم لأحداث ضارة. يكون علاج المرضى منخفضي الخطر بالأدوية مقبولًا إلى حد ما، يتشابه في العديد من أساليبه بالطرق المستخدمة في الإس تي إي إم آي (ولكن باستبعاد حالات الخثرة). يستفيد مرضى الخطر المتوسط إلى العالي من الاستراتيجية الغازية الباكرة، والتي تتضمن تصويرالأوعية التاجية، وإذا لزم الأمر، إعادة التوعي بتدخل تاجي عن طريق الجلد أو جراحة فتح مجرى جانبي الشريان التاجي.
يعتمد العلاج الدوائي لمتلازمة الشريان التاجي الحاد على الأدوية التي تعارض نقص التروية والذبحة الحاصلة وتحد من حجم الاحتشاء (أي المنطقة المتأثرة من العضلة القلبية)، وكذلك التي تثبط تشكيل الخثرات. تتضمن الأخيرة العوامل المضادة للصفيحات، التي تمنع تفعيل وتكدس الصفيحات (مكونات خلوية دموية تساهم في تشكيل الخثرة)، والعوامل المضادة للتخثر (التي تخفف من شلال التخثر). يستهدف العلاج طويل الأمد عند الناجين من متلازمة الشريان التاجي الحادة الوقاية من الانتكاس أو الاختلاطات طويلة الأمد (الوقاية الثانوية).
يتعامل النساء عند إصابتهم بنوبة قلبية بجدية أقل ما يؤدي إلى مراضة أعلى بين النساء.

## التدابير البدئية المعتمدة على المريض
تشجع الخدمات الصحية العامة الأشخاص الذين قد يعانون من أعراض متلازمة الشريان التاجي الحاد  ومن حولهم على الاتصال الفوري بالخدمات الطبية الطارئة، بسبب العلاقة بين فترة نقص تروية العضلة القلبية ومدى تأذيها. يجب على المرضى المعروفة إصابتهم بمرض القلب التاجي والموصوف لهم نتروجلسرين أن يتناولوا جرعة فورية منه، وإذا لم تتحسن أعراضهم خلال 2-5 دقائق فيجب الاتصال بالخدمات الطبية الطارئة. لا يجب نقل المرضى بوسائل النقل الخاصة بدلًا من سيارة الإسعاف، إذا لم يكن الإجلاء البري أو الجوي مستحيلًا (مثل الطقس الخطير في منطقة نائية جدًا)، وإذا توجب عليهم القيام بهذا، فيجب فعله بوجود أشخاص متدربين على الإسعافات القلبية الأولية. يُشجع على مضغ الأسبرين اللاغليفي (إذا لم يكن هنالك موانع استعمال).
يكون أخصائيو الرعاية الصحية مسؤولين عن توعية مرضاهم حول خطر متلازمة الشريان التاجي الحادة وماهي أعراض الحالة، وضرورة الطلب الطارئ للرعاية الطبية في حال تظاهرها.

## المقاربة التشخيصية البدئية
يجب أن يجرى تخطيط كهربائية القلب فورًا عند المرضى المصابين بأعراض نموذجية لاحتشاء العضلية القلبية –أي خلال 10 دقائق منذ أول تواصل مع الطبيب أو مساعده- ويشمل ذلك الإجراءات قبل الوصول إلى المشفى (الخدمات الطبية الطارئة)، توجه موجودات تخطيط كهربائية القلب إلى التدبير التالي. يعالج المرضى الذين لديهم ارتفاع في القطعة إس تي (أو بافتراض لديهم إحصار فرع الحزمة الأيسر جديد) بالاعتماد على توجيهات النوبة القلبية مرتفعة الإس تي (إس تي إي إم آي) ويجب أن يخضعوا لعلاج إعادة التروية أسرع ما يمكن. وتفحص روتينيًا الواسمات البيولوجية القلبية المصلية وفي حال ارتفاعها فمن المهم تأكيد تشخيص احتشاء العضلة القلبية، على أي حال، يجب ألا تؤخر إعادة التروية حتى ظهور نتائج التحليل. يُصنف المرضى بدون الموجودات السابقة في البداية على أنهم مصابون بمتلازمة الشريان التاجي الحادة غير مرتفعة الإس تي، وتميز نتائج الواسمات البيولوجية القلبية فيما بعد بين النوبة القلبية غير مرتفعة الإس تي والذبحة الصدرية اللامستقرة.